# Алкен (Њемачка)
Алкен (њем. Alken) град је у њемачкој савезној држави Рајна-Палатинат. Једно је од 86 општинских средишта округа Мајен-Кобленц. Према процјени из 2010. у граду је живјело 640 становника. Посједује регионалну шифру (AGS) 7137201.

## Географија
Алкен се налази у савезној држави Рајна-Палатинат у округу Мајен-Кобленц. Град се налази на надморској висини од 80 метара. Површина општине износи 8,0 km².

## Становништво
У самом граду је, према процјени из 2010. године, живјело 640 становника. Просјечна густина становништва износи 80 становника/km².

## Међународна сарадња
| Мјесто | Држава    | Врста сарадње | Од    |
| ------ | --------- | ------------- | ----- |
|        | Француска | партнерство   | 1983. |
| Извор  |           |               |       |